# Puerto Rico i olympiska vinterspelen 1992
Puerto Rico deltog i olympiska vinterspelen 1992. Puerto Ricos trupp bestod av sex män.

## Resultat

### Bob
- Två-manna
  - Liston Bochette och Douglas Rosado - 40
  - John Amabile och Jorge Bonnet - 46

### Freestyle
- Puckelpist herrar
  - Luis González - 46
  - Jorge Torruellas - 47